# Feminisme

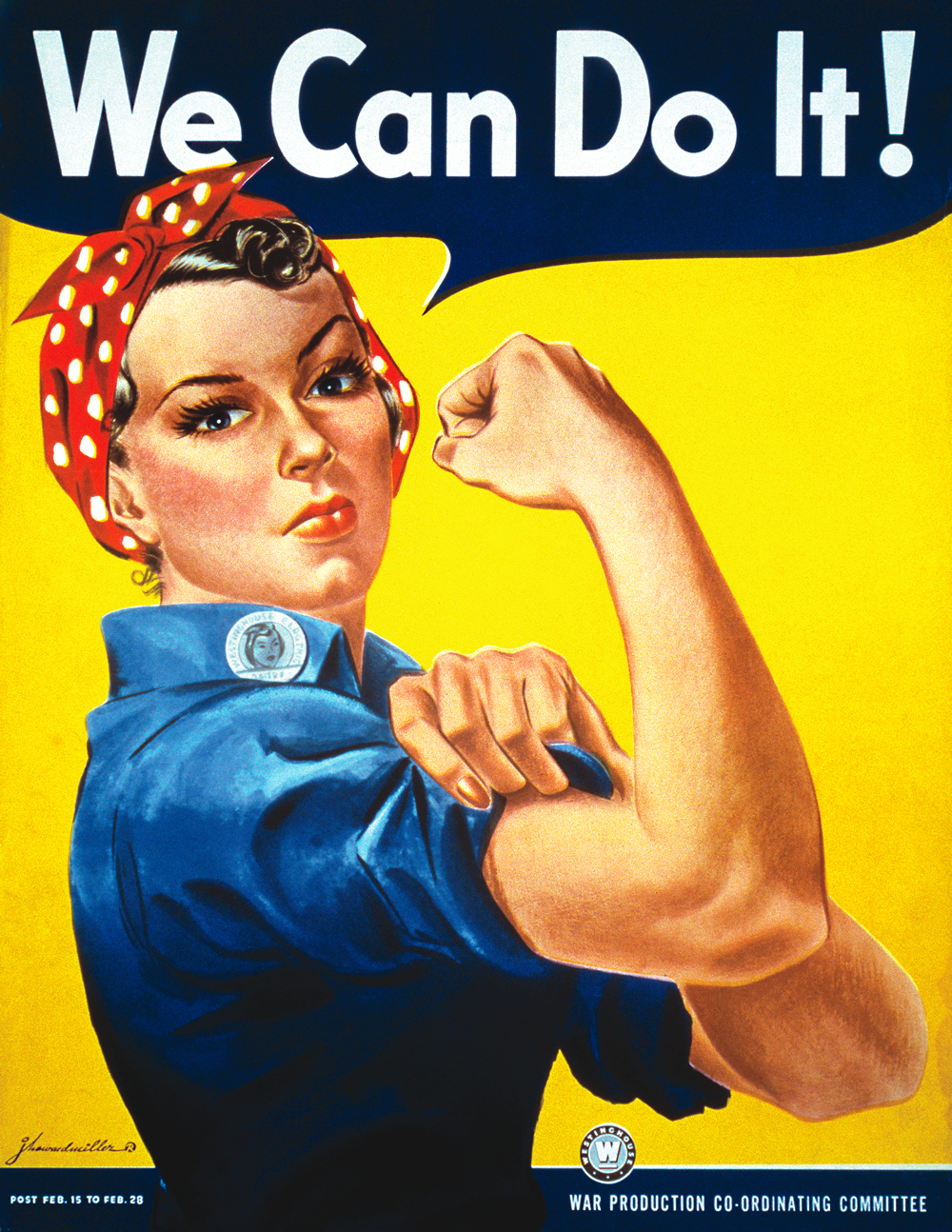
Amerikaanse propagandaposter We Can Do It! uit 1943 gemaakt voor Westinghouse Electric Company om de moraal van de werknemers te versterken. Het ging hier niet om feminisme, maar om het aantrekken van vrouwelijke arbeidskrachten ter vervanging van mannen die als militairen in de Tweede Wereldoorlog vochten.

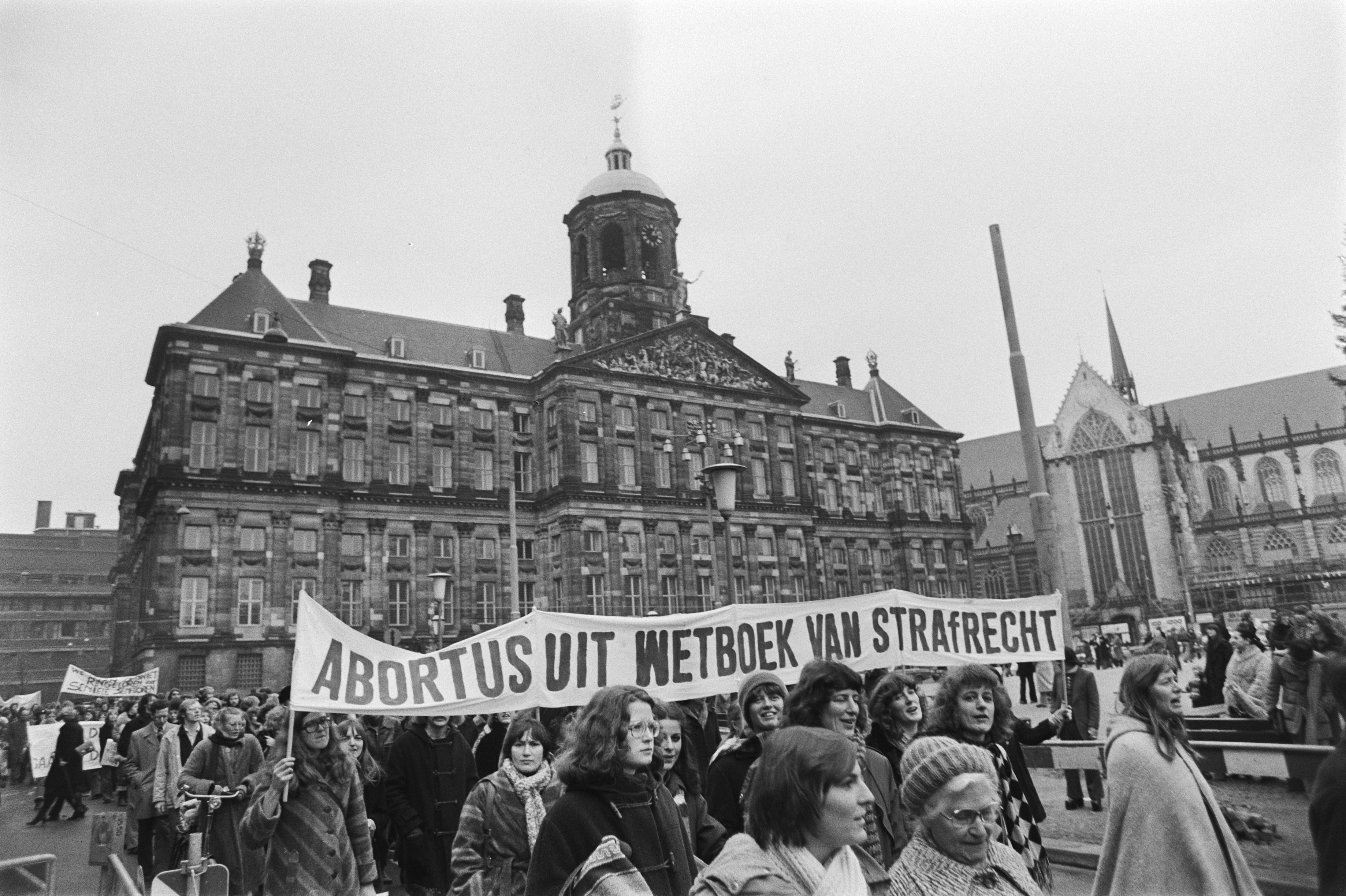
Demonstratie voor zelfbeschikkingsrecht van vrouwen, Amsterdam, 1976, georganiseerd door Wij Vrouwen Eisen.

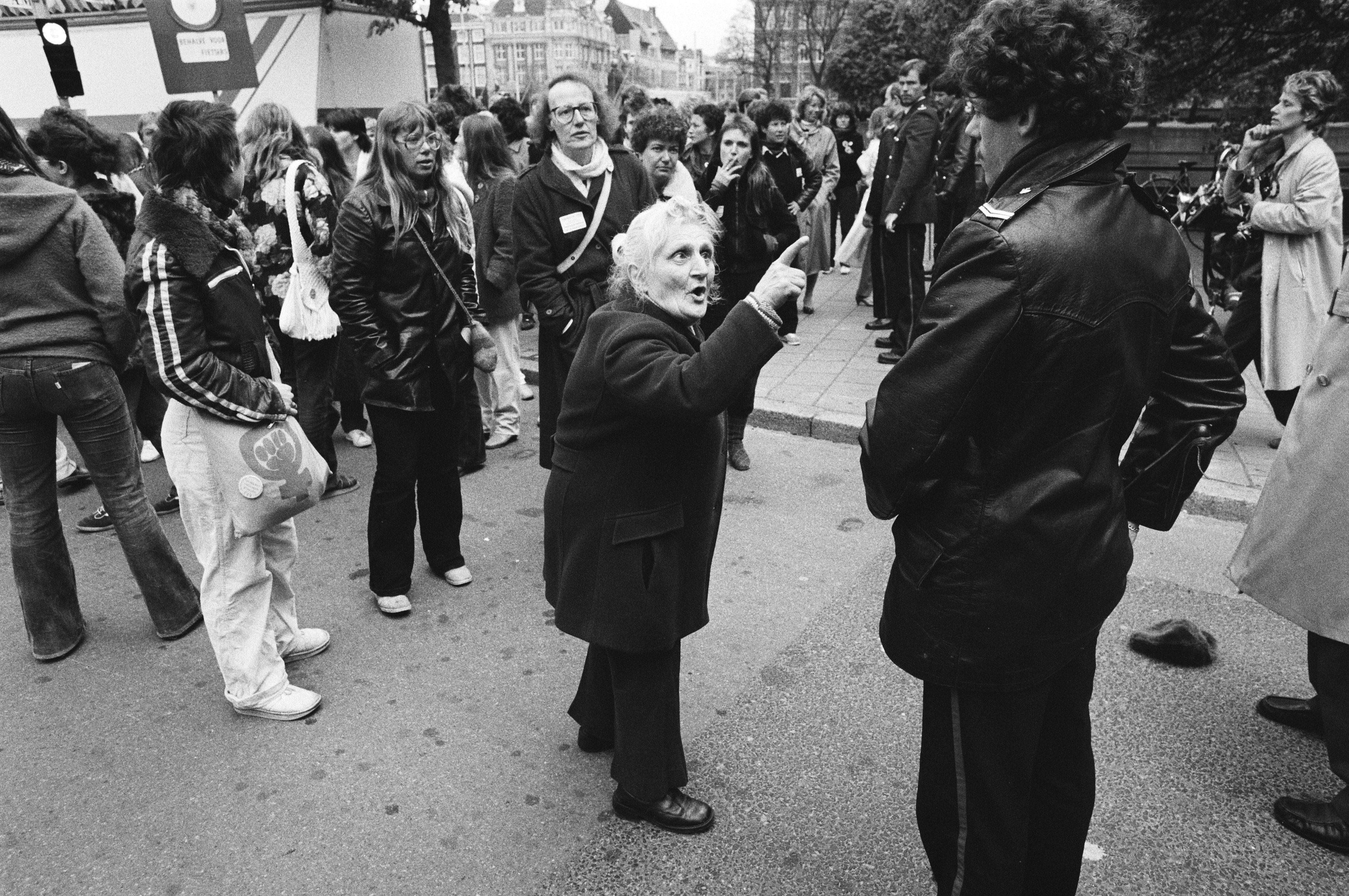
Deelneemster aan demonstratie op Binnenhof protesteert bij agent over hardhandig politie-optreden.

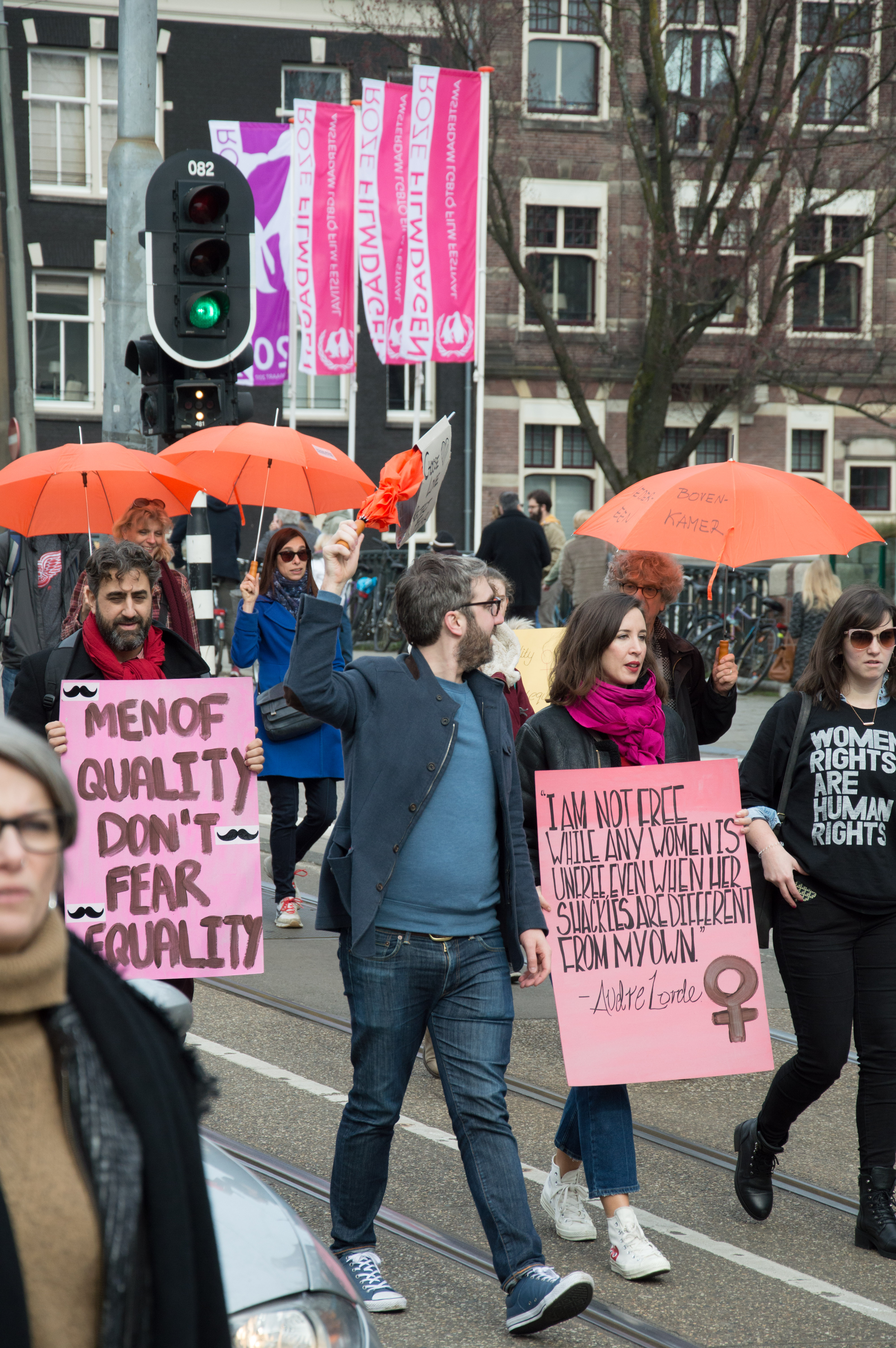
Women's March Amsterdam (2017), man met slogan: men of quality don't fear equality.

Feminisme is de verzameling maatschappelijke en politieke stromingen of bewegingen, waaronder de vrouwenbeweging, die ongelijke (machts)verhoudingen tussen mannen en vrouwen kritisch analyseren en emancipatie nastreven. Het gaat daarbij om emancipatie in brede zin, op economisch, politiek, sociaal en persoonlijk vlak. Anders gezegd is feminisme de strijd om een einde te maken aan seksistische onderdrukking. Het feminisme komt op voor vrouwenbelangen, streeft opheffing na van ongelijke behandeling van mannen en vrouwen, ijvert voor lichamelijke autonomie van vrouwen en strijdt tegen huiselijk en seksueel geweld. Er bestaan vele verschillende stromingen binnen het feminisme.

## Algemeen
Vrouwen worden eeuwenlang op een andere manier gewaardeerd, beoordeeld en behandeld dan mannen. Vrouwen waren veelal ondergeschikt aan mannen, of kregen minder kansen, bijvoorbeeld op het gebied van onderwijs, vergoeding voor werk, eigendom, vererving, seksualiteit, persoonlijke rechten, deelname aan het openbare leven en kiesrecht. Het mannelijk denken en doen stond centraal; volgens de heersende gedachte waren vrouwen anders en hadden zij daarom een andere bestemming, rol en plaats in de maatschappij dan mannen. Tussen mannen onderling bestonden ook grote verschillen wat eigendom, seculiere of religieuze macht en afkomst betrof, die kritisch werden geanalyseerd en bestreden door bewegingen als het communisme, socialisme en anarchisme. In het feminisme gaat het om alle vormen van onderscheid tussen mannen en vrouwen als bevolkingsgroep.
Zo werden vrouwen op grond van wettelijke regels of gewoonten vele eeuwen niet toegelaten tot politiek of openbaar bestuur, tot ambachten en beroepen, school of universiteit, konden de meesten geen zelfstandige rechtshandelingen verrichten en golden democratische rechten niet voor hen. Bovendien liep vererving via de mannelijke lijn. Vrouwen bleven thuis voor huishoudelijke taken zoals voor de kinderen zorgen, koken, poetsen, etc. Werk dat vrouwen deden werd ofwel niet waargenomen, of het werd niet beschouwd als werk en zelden beloond. Werk van mannen stond maatschappelijk in het middelpunt, werd beschouwd als beroep of ambacht, beschermd door regels en beloond in geld of goederen en/of statusverhoging.
In de jaren 1870 was Aletta Jacobs de eerste vrouw in Nederland die een hogereburgerschool bezocht, studeerde en zich als arts vestigde (1878). In kranten werd ze grof bespot en een van haar broers verklaarde haar voor dood. In België werd het vanaf 1880 voor vrouwen mogelijk te studeren en was Marie Popelin de eerste vrouw met een academische graad. Popelin werd echter geweigerd als advocaat.
Tot het begin van de twintigste eeuw waren vrouwen (net als de meerderheid van mannen) uitgesloten van het kiesrecht, in sommige landen nog langer. Tot in de jaren 1960 was het in Nederland gebruikelijk dat vrouwen automatisch hun baan verloren zodra ze in het huwelijk traden, en voor vrouwelijke ambtenaren was dit zelfs wettelijk vastgelegd. Gehuwde vrouwen waren tot die tijd juridisch handelingsonbekwaam. Tot in de jaren 1980 hadden gehuwde vrouwen in Europa aanzienlijk minder rechten in de sociale zekerheid, was een gewelddaad als verkrachting niet strafbaar wanneer dit door de echtgenoot gebeurde en bestond voor vrouwen geen recht op gelijk loon.
In de meeste westerse landen is op dit gebied sinds 1980 veel veranderd in een voor vrouwen positieve richting. In landen waar na 1945 een communistisch staatsbestel werd ingevoerd, kregen vrouwen op de terreinen opleiding, werk, inkomen en sociale voorzieningen al snel ongeveer dezelfde rechten als mannen, maar een deel daarvan werd met de herinvoering van het kapitalistische staatsbestel teruggedraaid. Ook in veel andere landen zijn golfbewegingen te zien: na veranderingen die achterstanden van vrouwen wegwerkten, volgen tendensen in een voor vrouwen negatieve richting.

## Feminisme als historische beweging
De geschiedenis van de feministische beweging kan worden ingedeeld in een aantal tijdperken. De vroege periode staat bekend als het protofeminisme, gevolgd door een aantal feministische golven: tijdperken waarin vrouwenemancipatie bijzonder actief werd nagestreefd met verschillende methoden en doelen, en resultaten werden bereikt die verschillende samenlevingen diepgaand veranderden.
In het westen kent het feminisme een lange geschiedenis, die soms samenviel met de strijd tegen andere misstanden zoals slavernij (bijvoorbeeld Sojourner Truth) en de uitbuiting van arbeiders (zie ook Clara Zetkin). Ook de opkomst van radicale linkse stromingen waaronder het communisme gaf een impuls aan het feminisme. De wereldoorlogen hebben grote invloed gehad. Doordat mannen aan het front moesten vechten, ontstond een tekort aan mannelijke arbeiders, en werden vrouwen aan het werk gezet in fabrieken. Na de oorlog weigerden vrouwen hun nieuw verworven vrijheid en zelfstandigheid op te geven.

### Feminisme in golven
Sinds eind jaren 1960 wordt de geschiedenis van het feminisme vaak ingedeeld in golven. De oudst bekende vermelding van deze metafoor is te vinden in een artikel van Martha Weinman Lear in New York Times Magazine van maart 1968:
Kortom, het feminisme, dat men wellicht zo dood als de Poolse kwestie had kunnen wanen, staat weer op de agenda. Voorstanders noemen het de Tweede Feministische Golf; de eerste is weggeëbd na de roemrijke overwinning van het kiesrecht en verdween uiteindelijk in de grote zandbank van Samenzijn.
Dit had twee belangrijke voordelen: feministen uit de jaren 1960 konden hiermee hun beweging voorzien van een voorgeschiedenis waarin al enkele belangrijke doelen waren bereikt en tegelijk zichzelf beschouwen als de voorhoede van nieuwe ontwikkelingen.
Het feminisme heeft drie golven gekend:
- Eerste feministische golf: Aan het eind van de 19e eeuw werd vooral gestreden voor het vrouwenkiesrecht,[3] met onder anderen Wilhelmina Drucker in Nederland. In België stond Marie Popelin voor het burgerlijk feminisme, Emilie Claeys voor het socialistisch feminisme. Deze laatste richtte samen met Nellie van Kol de Hollandsch-Vlaamsche Vrouwenbond op. Ze waren in het Verenigd Koninkrijk voorgegaan door o.a. John Stuart Mill, met zijn Subjection of Women, Mary Wollstonecraft en de deelname van suffragettes in de temperance movement.
- Tweede feministische golf: Vanaf de jaren 1960 werd vooral gestreden voor seksuele en financiële vrijheid van vrouwen. De grote studie van Simone de Beauvoir, De tweede sekse (1949), was een belangrijke bron van inspiratie voor deze golf. Het boek The Feminine Mystique van de Amerikaanse Betty Friedan was aanleiding voor Joke Smits artikel Het onbehagen bij de vrouw, dat algemeen wordt beschouwd als het begin van de tweede golf in Nederland.
- Derde feministische golf: Vanaf de jaren 1990 kwamen er nieuwe en vernieuwende stromingen in het feminisme.
- Volgens sommigen is er in 2012 een Vierde feministische golf begonnen die een andere aanpak heeft dan de Derde feministische golf en daarom als een nieuw fenomeen zou moeten worden gezien.

### Benaming
De invoering van de Franse term féminisme, gebaseerd op Latijn femina (vrouw), werd in 1962 door de Franse taal- en literatuurspecialist Marcel Braunschvig ten onrechte toegeschreven aan de Franse filosoof Charles Fourier (1772–1837). Fourier stond weliswaar bekend als vurig verdediger van de gelijkheid van man en vrouw, maar moderne onderzoekers hebben het woord nergens in zijn geschriften kunnen terugvinden.
Voor zover bekend was het begrip féminisme, een neologisme afgeleid van het Latijnse woord fēmina vrouw, al minstens sinds 1871 in de medische literatuur in gebruik, namelijk een geestelijke conditie bij mannen die een vrouwelijke gezindheid en karakter vertonen, in het medische proefschrift Du féminisme et de l'infantilisme chez les tuberculeux (1871) van de student Ferdinand Valère Faneau de la Cour. De republikeinse en traditionalistische Franse schrijver Alexandre Dumas fils, die mogelijk beïnvloed was door de medische literatuur, introduceerde in zijn misogyne pamflet, L'Homme-Femme, gepubliceerd in 1872, voor het eerst een negatief bedoelde term féministes: 'verwijfde' intellectuelen die denken dat al het kwaad voortkomt uit de ongelijkheid van mannen en vrouwen en dat aan vrouwen daarom ook onderwijs en dezelfde rechten als die van de mannen zou moeten worden gegeven.
Het woord féministe kwam daarna terug in de kritische, in het Frans geschreven, brief van de Nederlandse feministische pionier Mina Kruseman aan deze schrijver. De Franse kiesrechtstrijdster Hubertine Auclert hanteerde later het begrip feminisme voor het eerst in sociologische zin rond 1880, dat vervolgens in het Nederlands sinds 1895 algemeen bekend raakte.

### Historische indeling

#### Protofeminisme
De benaming protofeminisme wordt wel toegepast op de periode van voor de eerste feministische golf, toen het begrip feminisme nog niet bestond of nog nauwelijks bekend was, om te verwijzen naar ideeën die later met feminisme zouden worden geassocieerd. Zo schreef de Griekse filosoof Plato in Staat dat in een ideale staat vrouwen naast mannen zouden moeten werken (buitenshuis), gelijkwaardig onderwijs zouden moeten krijgen en ook zouden moeten deelnemen aan alle aspecten van het politiek bestel. Deze opvatting was toen wel uitzonderlijk. In werkelijkheid konden noch in Athene, noch in een andere Griekse stadstaat vrouwen deelnemen aan verkiezingen en moesten gehuwde vrouwen hun dagen thuis doorbrengen. Hierdoor waren ze sociaal en economisch volledig afhankelijk van mannen.
Volgens de Encarta Winkler Prins kent het feminisme drie ideologische oorsprongen: het rationalistisch gelijkheidsdenken van de Verlichting (circa 1650 tot 1800), in het utopisch socialisme (circa 1750 tot 1850, vooral de periode 1820–1840) en in de opwekkingsbewegingen (circa 1720–1900) van het evangelisch protestantisme.
Olympe de Gouges (Marie Gouze) stelde in 1791 de Verklaring van de rechten van de vrouw en de vrouwelijke burger op als tegenhanger van de Verklaring van de rechten van de mens (man) en de (mannelijke) burger van de Franse Revolutie. De Engelse auteur Mary Wollstonecraft publiceerde in 1792 A Vindication of the Rights of Woman. Deze twee geschriften gelden als de belangrijkste Verlichtingspublicaties van het protofeminisme.

#### Eerste feministische golf

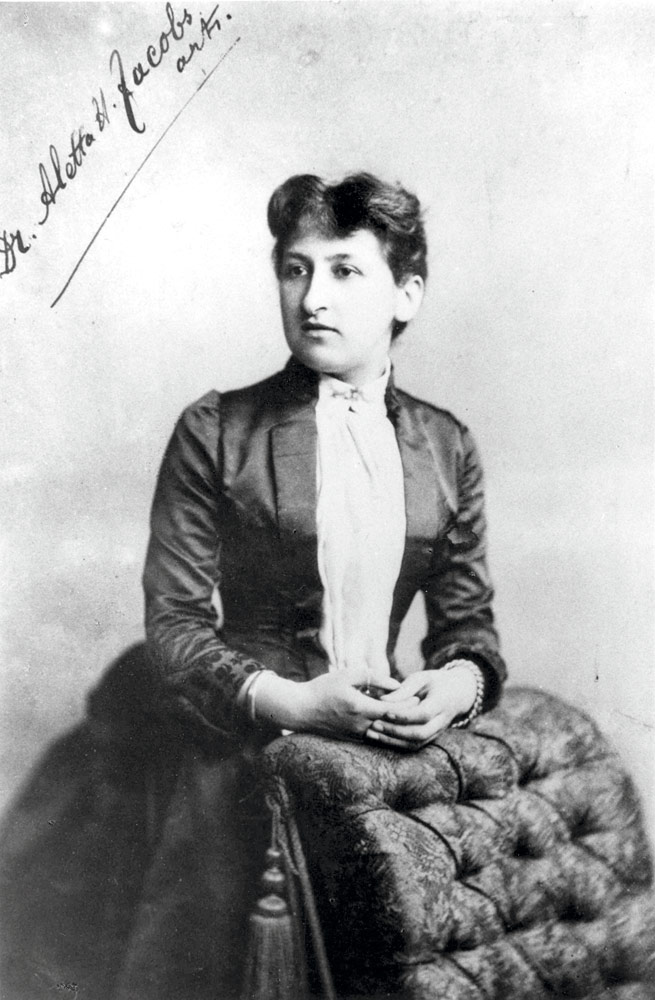
Aletta Jacobs

De eerste feministische golf is de benaming voor een periode die internationaal duurde van circa 1850 tot 1940.
De golf werd gekenmerkt door het streven naar wettelijke gelijke rechten voor vrouwen, waarbij aanvankelijk het accent lag op recht op scholing en recht op betaalde arbeid. Later verschoof dit naar politieke rechten met als speerpunt de strijd om het vrouwenkiesrecht, dat van 1890 tot 1920 het hoogtepunt van de eerste feministische golf was. Het bereiken van vrouwenkiesrecht in grote delen van Europa, de Verenigde Staten, Canada, Australië en Nieuw-Zeeland, in de meeste gevallen kort na de Eerste Wereldoorlog, was een grote overwinning. Echter, door de erkenning van het algemeen kiesrecht nam de invloed van confessionele partijen in de politiek enorm toe, die de pas verworven vrouwenrechten weer onder druk zetten, versterkt door de economische crisis van de jaren 1930. Dit leidde tot aan de Tweede Wereldoorlog tot een heropleving van feminisme met de focus op recht op arbeid en tegen de macht van mannen in het huwelijk en het gezin.

#### Tweede feministische golf

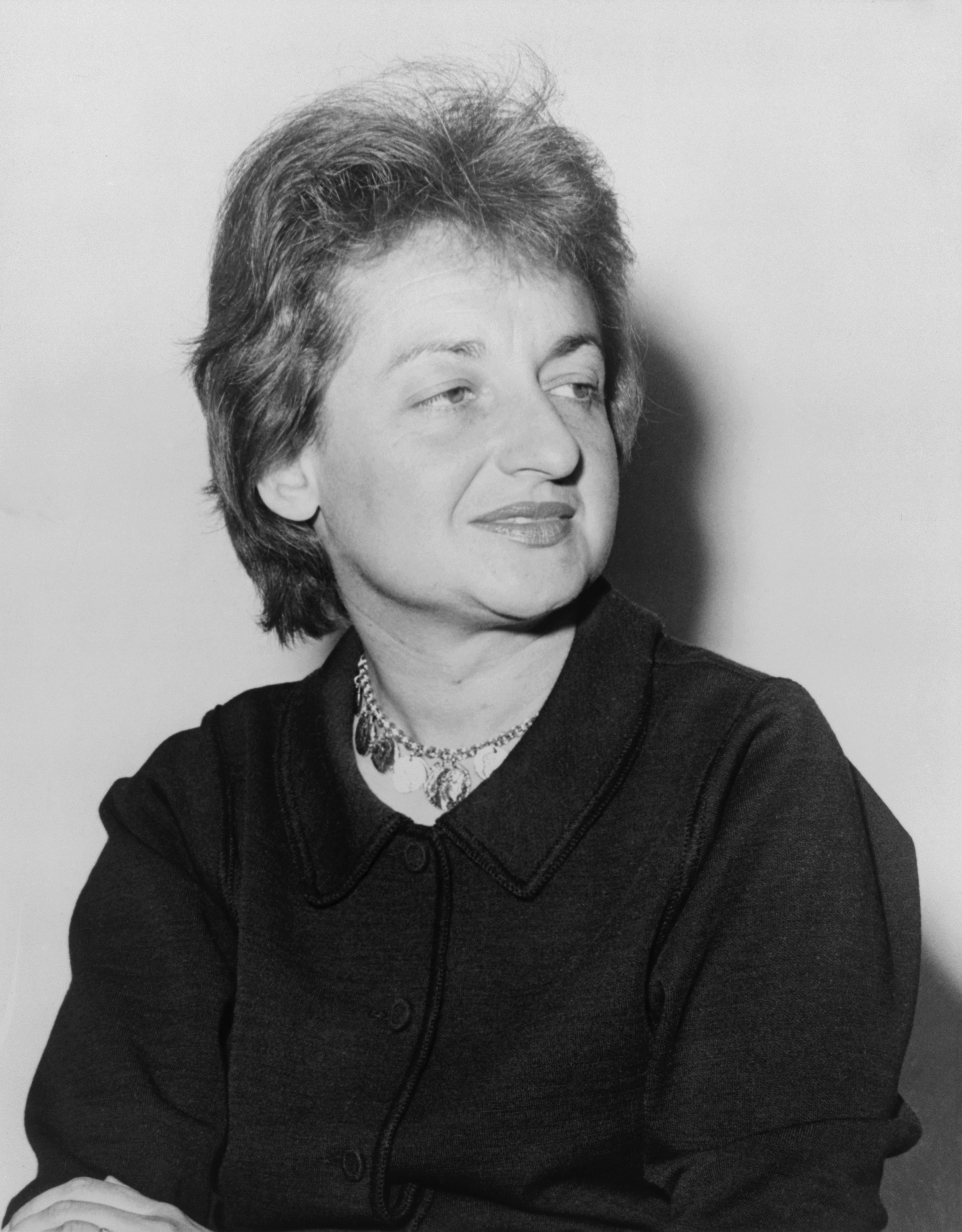
Schrijfster Betty Friedan

Kiesrecht en universitair onderwijs betekenden niet dat vrouwen volwaardig deel uitmaakten van de samenleving. De cultuur was vooral ingericht rond het kostwinnersmodel, waarin maar weinig getrouwde vrouwen deel uitmaakten van de arbeidsmarkt. Weinig vrouwen waren dan ook economisch zelfstandig. Tijdens de tweede golf werden recht op betaald werk en deelname aan het maatschappelijke leven daarom speerpunten, evenals het recht op abortus.
In 1949 verscheen De tweede sekse van Simone de Beauvoir. Beauvoir stelde dat de positie van de vrouw al sinds de eerste feministische golf niet meer verbeterd was en dat er een einde moest komen aan de economische afhankelijkheid van de vrouw. Dit zou ook de man ten goede komen omdat iedereen meer vrijheid geniet in een wereld waarin man en vrouw gelijkwaardig zijn. In 1963 verscheen The Feminine Mystique van Betty Friedan. Hierin beschreef zij onder meer de afstomping die het huisvrouwenbestaan regelmatig tot gevolg had, het huisvrouwensyndroom. Het boek was een groot succes en zou het begin zijn van de vrouwenbeweging.

##### In Nederland

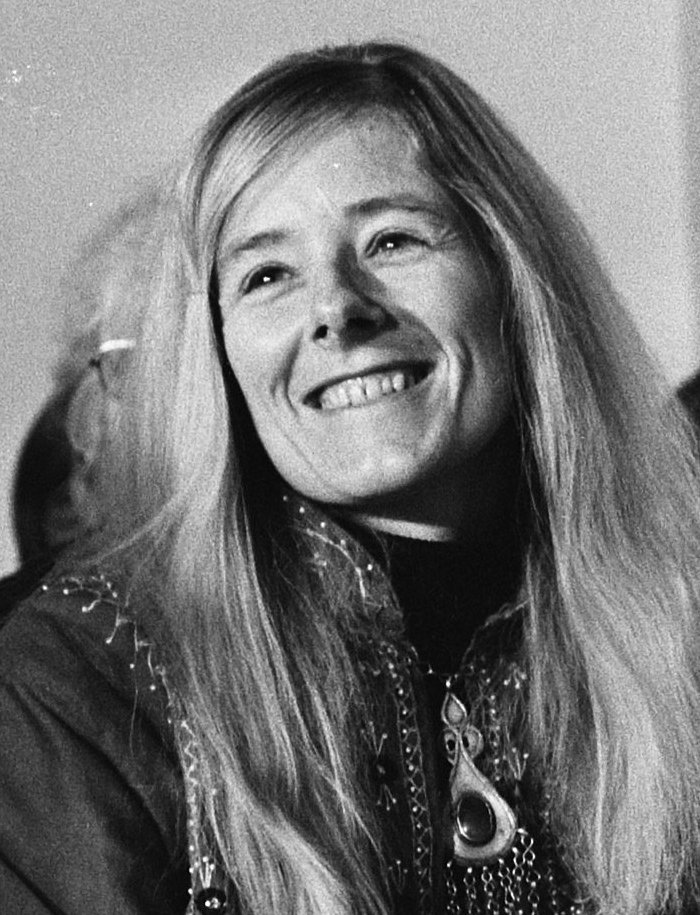
Activiste en politica Joke Smit, 1974

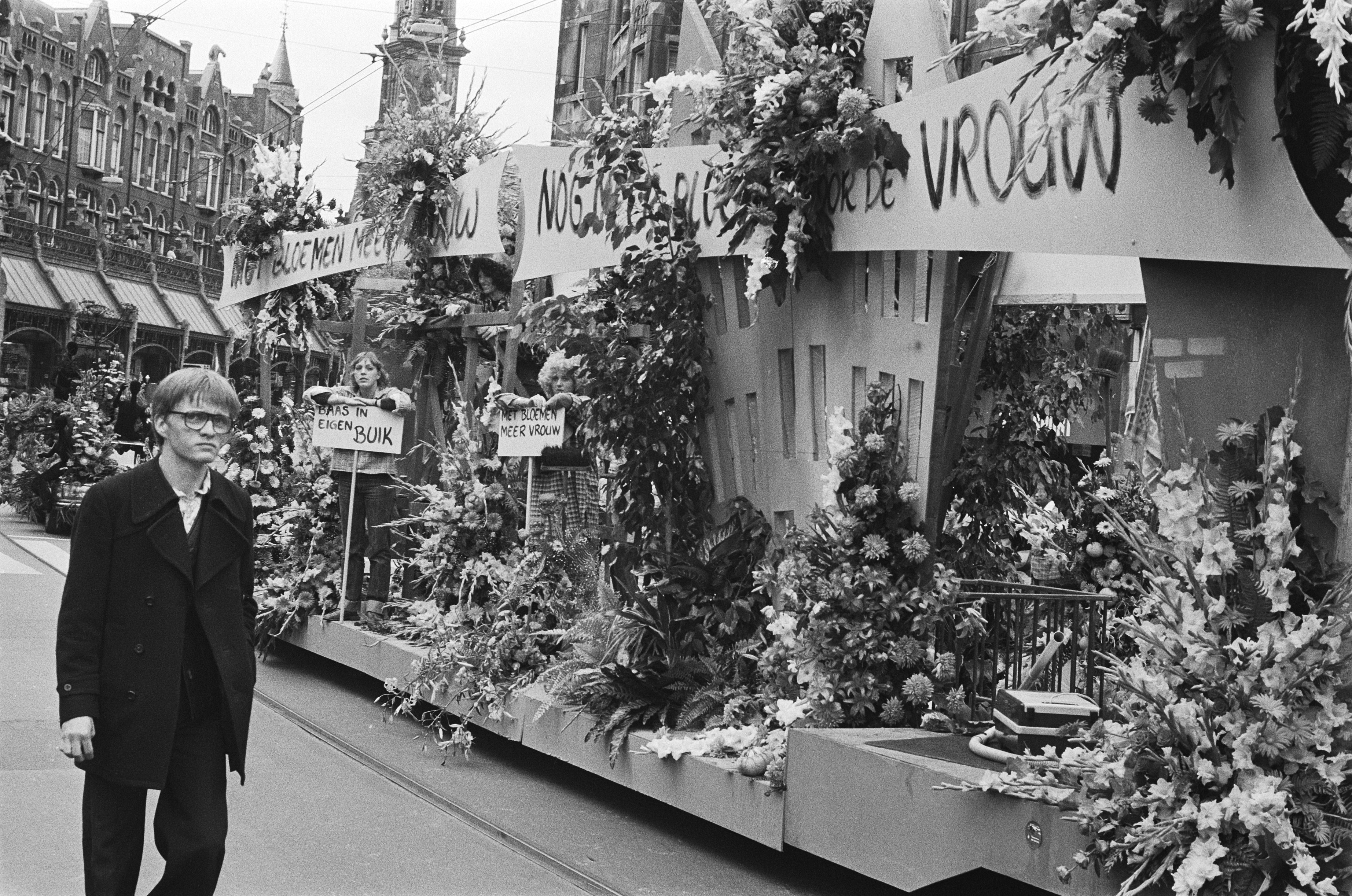
Praalwagen Dolle Mina, Aalsmeers bloemencorso Amsterdam, 1978.

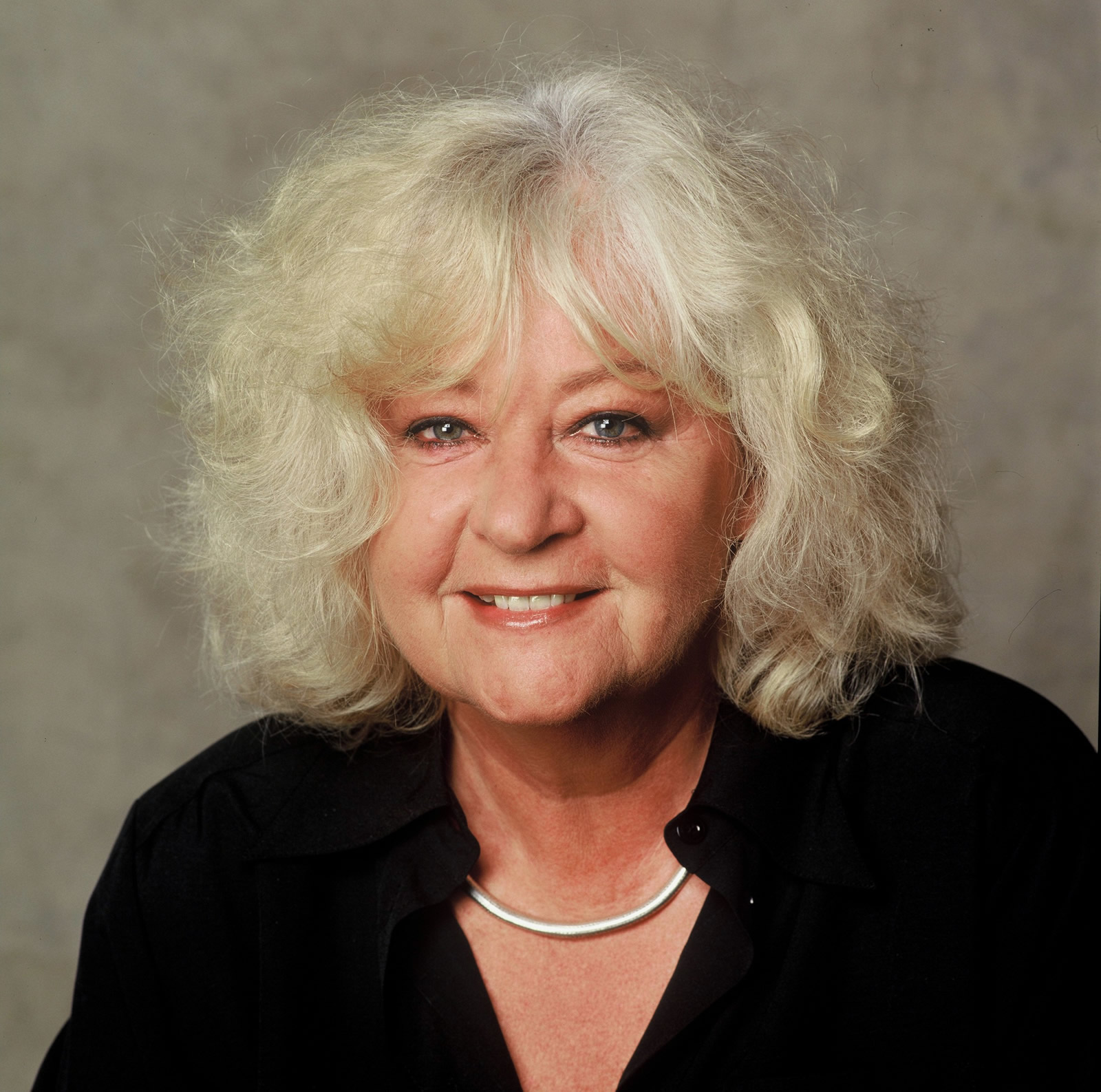
Schrijfster en politica Anja Meulenbelt

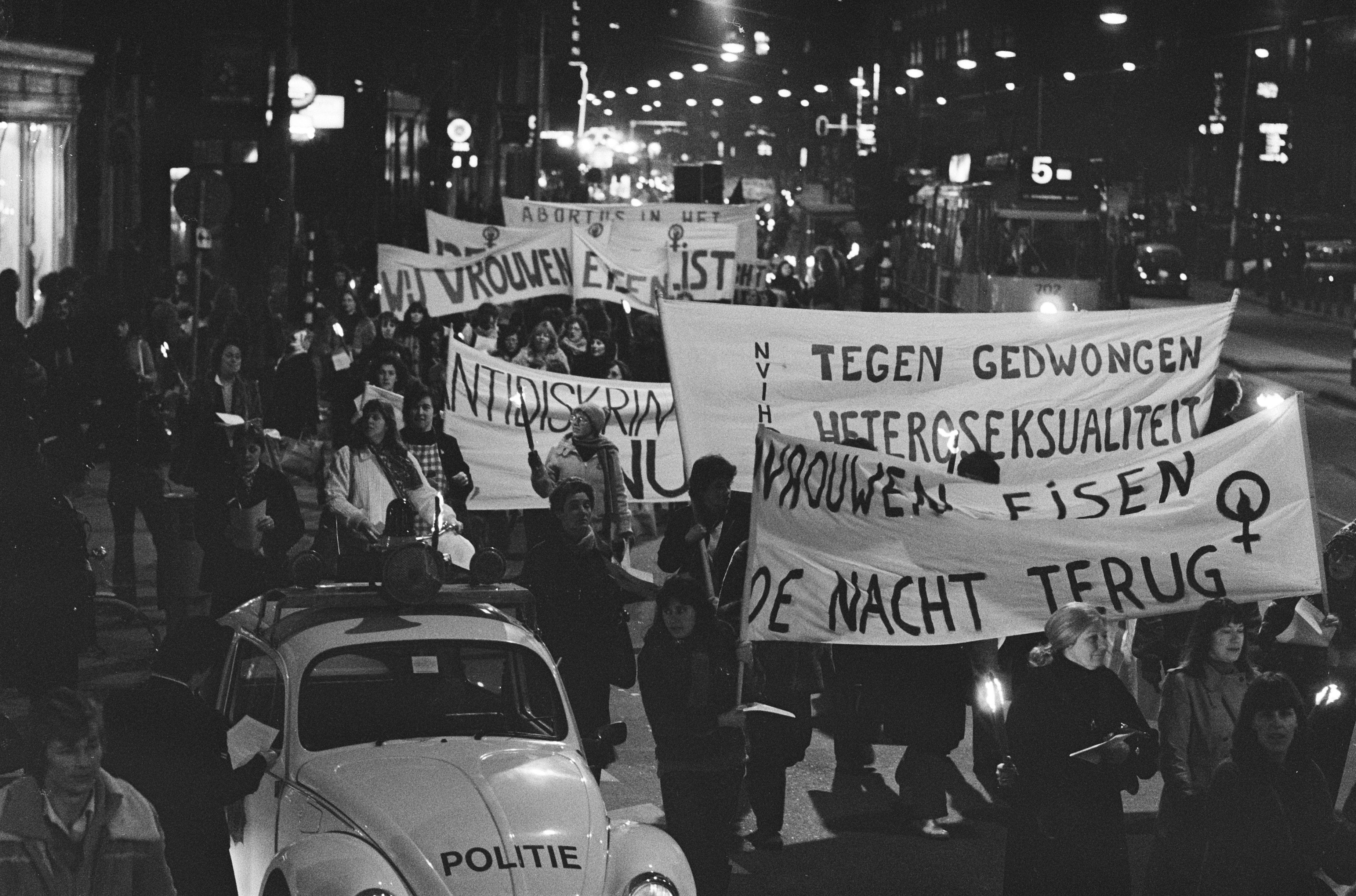
Vrouwen eisen de nacht terug.

In Nederland wordt het artikel 'Het onbehagen van de vrouw' van Joke Smit algemeen gezien als startschot voor de tweede feministische golf, het voerde tot de oprichting van de breed vertakte maatschappelijke organisatie Man Vrouw Maatschappij die vooral opkwam voor gelijkwaardige opleidingsmogelijkheden en salaris. Het recht op abortus was een speerpunt van de groepen Wij Vrouwen Eisen en Dolle Mina waarvan de naam verwijst naar eerste golf-feminist Wilhelmina Drucker. Belangrijke en invloedrijke acties waren de bezetting van abortuskliniek Bloemenhove en de vrouwenstaking in 1981. Naar Amerikaans voorbeeld werden er praatgroepen opgericht waar vrouwen ervaringen deelden en maatschappelijke mechanismen analyseerden. De Amsterdamse praatgroepenbeweging nam een leegstaande technische school in gebruik als Vrouwenhuis, waarna andere steden en buurten dat voorbeeld volgden.
Er werd een vrouwenuitgeverij opgericht, De Bonte Was, een vrouwenboekhandel Xantippe, feministische tijdschriften: de Vrouwenkrant, Opzij, Thea Tuba en Serpentine, Umoja zwarte vrouwenkrant; een vrouwendrukkerij Virginia, vrouwenkluscollectief De Karwijven en vrouwenbands FC Gerania, Linda Luxaflex en -orkesten: Ladies of Swing en Het Uitstrijkje. Kranten en tijdschriften kregen een vrouwenpagina, er kwam een veelbeluisterd radioprogramma, Hoor Haar met ankervrouw Hanneke Groenteman.
Bom-groepen brachten de situatie van alleenstaande vrouwen met kind(eren) onder de aandacht, in VIDO-groepen kwamen vrouwen in de overgang bij elkaar en verzamelden informatie. Er werden landelijk VOS-cursussen opgezet (Vrouwen oriënteren zich op de samenleving), en Eva Bijt Door-groepen om vrouwen inzicht te geven in het functioneren van politiek, wetgeving en bestuur.
Er werden huizen opgericht waar vrouwen die werden mishandeld door hun man of vriend toevlucht konden zoeken, de Blijf van m'n Lijf-huizen. Er werden leergangen opgericht voor vrouwen die door kinderopvoeding en het voeren van de huishouding hun school niet hadden afgemaakt, de moedermavo.
Er kwamen opvanggroepen als Vrouwen tegen Verkrachting en actiegroepen en denktanks als Vrouwen tegen seksueel geweld (Als een meisje nee zegt bedoelt ze nee), Verschrikkelijke Sneeuwvrouw, Strijdijzers en het Anti-wegwerpvrouw-comitee. Hier stonden bewustwording, empowerment, het aan de kaak stellen van onjuiste ideeën over vrouwen en vrouwelijk gedrag en het ontwikkelen van nieuwe denk- en gedragsvormen centraal.
Aan de universiteit ontstonden groepen die zich specialiseerden in de rol van vrouwen binnen de betreffende vakgebieden, met vrouwengeschiedenis en genderstudies als bekende voorbeelden.
In de rechtspraktijk kwamen er feministische advocaten en een proefprocessenfonds voor vrouwen, Vrouwenrecht (Clara Wichmann). In de politiek gingen vrouwen zich roeren: Hedy d'Ancona, Anneke Goudsmit, Annelien Kappeyne van de Coppello.

#### Derde feministische golf

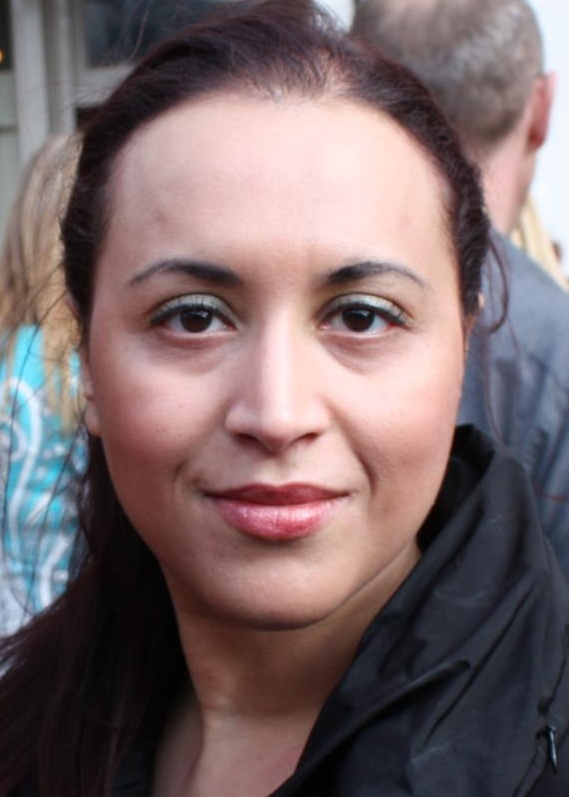
Schrijfster Naima El Bezaz

- Powerfeminisme verzet zich tegen veronderstelde slachtofferhouding van feminisme. Hieronder valt ook Girl Power. Feministen van de tweede golf vermoedden dat deze stroming berust op een onjuiste analyse van, dan wel te weinig beschikbare informatie over, de eerdere golven.
- Feministische bewegingen onder migrantenvrouwen die strijden tegen cultureel en/of religieus gemotiveerde achterstelling van vrouwen afkomstig uit bijvoorbeeld het Caribische gebied, Somalië, Turkije en Marokko.
- Stromingen voor zelfbestemming onder jonge allochtone vrouwen. Vooral vrouwen wier persoonlijk leven zich in een orthodoxe islamitische cultuur afspeelt protesteren tegen ideeën waardoor zij stelselmatig worden tegengewerkt bij het uitdrukken van hun eigen identiteit. Zie verder het hoofdstuk Moslimfeminisme.
- Stromingen die ernaar streven sterke vrouwen binnen de islam / islamitische cultuur door de jaren heen zichtbaar te maken.[17]
- Stromingen die zich richten op emancipatie van het ouderschap en daar ook mannen bij willen betrekken (emancipatie, feminisme).[18]
- Stromingen die zich richten op het vergroten van de keuzemogelijkheden voor vrouwen (en dus niet alleen op een betere deelname aan de arbeidsmarkt)[19]

## Feministische strijdorganisaties
Het feminisme van de tweede golf had fundamentele kritiek op de beeldvorming over en behandeling van vrouwen in de toen gangbare hulpverlening. Klachten van vrouwen werden bijvoorbeeld te gemakkelijk afgedaan als gezeur en vaag, en met medicijnen onderdrukt. Verhalen over mishandeling, verkrachting, incest of ander seksueel geweld werden niet serieus genomen; hulpverleners veronderstelden al snel dat de vrouw het zelf wel uitgelokt zou hebben, dat ze overdreef, dat dit er nu eenmaal bij hoorde of dat ze fantaseerden. Adviezen waren vaak gebaseerd op niet wetenschappelijk gefundeerde, stereotiepe ideeën over vrouwelijkheid, schoonheid, het huwelijk, mannengedrag, seksualiteit, moederschap en de natuurlijke bestemming van de vrouw in het gezin en de huishouding.
In allerlei opzichten werden vrouwenproblemen geïndividualiseerd en gemedicaliseerd, wat onder andere resulteerde in onnodige opnames in de psychiatrie of onnodige verwijdering van baarmoeders (zie ook Hysterie). Feministen gingen ervan uit dat het ontstaan van dit soort problemen niet aan de vrouw zelf lag, maar aan de manier waarop de maatschappij was ingericht. Deze zienswijzen en kritiek leidden ook tot de oprichting van strijdorganisaties. Feministen zetten een landelijk net van wegloophuizen voor mishandelde vrouwen (Blijf van mijn Lijf) op, de telefonische hulpdienst Vrouwentelefoon en de opvang- en informatiedienst Vrouwen tegen Verkrachting. Deze voorzieningen waren alleen toegankelijk voor vrouwen, omdat de financiën en de menskracht beperkt waren. Voorts ging het er om de maatschappij bewust te maken van de onderliggende problemen, zoals vrouwenmishandeling en geweld tegen vrouwen, en vrouwen de mogelijkheid te geven ervaringen uit te wisselen. Zo konden ook nieuwe methodieken ontwikkeld worden.
Al deze organisaties zijn in de loop der jaren opgegaan in gewone hulpverlenende organisaties, vaak onder dwang van subsidiegevers. Hierbinnen bestaat nog een vak vrouwenhulpverlening.
In België kwamen het Vrouwenoverlegkomitee (VOK) en de Nationale Vrouwenraad in de aandacht, naast het grote succes van de traditionele vrouwenverenigingen (KAV, SVV, KVLV).
In Nederland waren actiepunten onder andere:
- de vrouw beslist zelf over een abortus
- gelijke beloning voor gelijk werk
- openstelling van alle beroepen en opleidingen voor vrouwen
- gelijke verdeling van huwelijks-goederengemeenschap bij echtscheiding
- zichtbaar maken van de rol van vrouwen in de geschiedenis
- vrouwenmishandeling uitbannen - strafbaar stellen en daders vervolgen
- seksueel geweld uitbannen - meerdere vormen strafbaar stellen en daders vervolgen

## Substromingen
Binnen het feminisme zijn verschillende substromingen te onderscheiden. Soms wordt onderscheid gemaakt tussen egalitaire en gynocentrische (ook: differentialistische) stromingen. Andere feministische stromingen zijn cyberfeminisme, feministisch socialisme (femsoc), transfeminisme, postkoloniaal feminisme, anarchafeminisme en radicaal feminisme.
Feminisme was en is voor sommige vrouwen een levenswijze. Sommigen wezen elke invloed van een man in hun persoonlijke leven af, sommigen werden bewust bewust ongehuwde moeder (BOM) werden, waarbij de man alleen als zaaddonor een rol had. Anderen wensten niet langer seksuele omgang met mannen te hebben en verklaarden zichzelf uit principe lesbisch. Deze uiterste vormen van feminisme, als bewuste persoonlijke levenswijze om bij te dragen aan veranderingen in de maatschappij, zijn nooit erg wijdverbreid geweest maar hebben het beeld van het feminisme wel mede bepaald.

## Resultaten

Deelname in 2008 aan het Verdrag inzake de uitbanning van alle vormen van discriminatie van vrouwen (VN, 1979)
Ondertekend en geratificeerd
Toegetreden
Niet-erkende staat, die zich houdt aan het verdrag
Alleen ondertekend
Niet ondertekend

Voorbeelden van de resultaten van het feminisme in Nederland zijn:
- Actief en passief kiesrecht voor mannen en vrouwen, in Nederland in drie stappen voor vrouwen uitgevoerd. In 1917 is het algemeen kiesrecht voor mannen en het passief kiesrecht voor vrouwen ingevoerd. In 1919 kregen vrouwen actief kiesrecht. En ten slotte werd in 1922 het volledig algemeen kiesrecht ingevoerd. Met uitzondering van de SGP hebben alle partijen in Nederland ook vrouwelijke leden en bewindslieden. Ministersposten worden bijvoorbeeld vaak ook door vrouwen bekleed. Alleen de functie van minister-president is in Nederland nog nooit door een vrouw bekleed. En die van Minister van Defensie bleef er tot eind 2012 aan mannen voorbehouden.[20]
- Het recht op gelijke beloning voor gelijk werk voor mannen en vrouwen. Om dit recht te kunnen uitoefenen als een werkgever niet conform de wetgeving handelt, is er in 1994 in Nederland een Commissie Gelijke Behandeling opgericht, waar vrouwen konden aankloppen om hun recht te verkrijgen.
- Recht op toegang tot hoger onderwijs, inclusief universitair onderwijs voor vrouwen.
- Meer deelname van vrouwen in allerlei maatschappelijke organisaties, zoals politieke partijen, kerken en besturen.
- Mogelijkheid tot medisch verantwoorde abortus, recht op zwangerschapsverlof en bevallingsverlof (later uitgebreid tot ouderschapsverlof dat ook voor mannen beschikbaar is).
- Verbod op ontslag bij zwangerschap.
- Strafrechtelijk verbod op verkrachting binnen het huwelijk (1991).[21][22]
- Verbeteren van de delictsomschrijving voor verkrachting.
- Algemene en brede instroming van vrouwen in de reguliere arbeidsmarkt.
- Afschaffing van het gebruik van het woord juffrouw of mejuffrouw ten gunste van mevrouw. Vroeger werd dit woord gebruikt voor ongetrouwde vrouwen, maar het werd door feministen als denigrerend gezien, mede omdat eenzelfde soort onderscheid niet voor mannen werd gemaakt.
- Verandering in het gebruik van beroepsaanduidingen. Directrice werd directeur;[23] kunstenares werd kunstenaar; chauffeuse werd chauffeur enz. Bij directrice zal namelijk niet in eerste instantie gedacht worden aan de directeur van een multinational, maar eerder aan het hoofd van een school. Vooral in Angelsaksische landen werd gezocht naar sekseneutrale aanduidingen voor beroepen. Dat leidde in 1971 onder andere tot de introductie van de term chairperson (voorzitter) als alternatief voor chairman.[24] Dit werd aanvankelijk niet door alle feministen als vooruitgang gezien, omdat daarmee het vrouwelijke onzichtbaar werd gemaakt. Vanaf ongeveer 2001 krijgt het streven naar gelijke behandeling van mannen en vrouwen via beroepsaanduidingen op verschillende manieren gestalte.[25]
- Andere vormen van genderneutraal taalgebruik.
- In het algemeen wordt het door feministen als een verworvenheid gezien dat vrouwen bij gelijke geschiktheid de voorkeur krijgen boven mannen wanneer er een vacature is voor een functie die van oudsher altijd aan mannen was voorbehouden, dus dat de scheve verhoudingen die zijn ontstaan door ongerechtvaardigde voordelen voor mannen worden gelijkgetrokken door positieve discriminatie van vrouwen.
- Vanaf 2020 zijn Nederlandse vrouwen net als mannen dienstplichtig. Op dinsdag 20 oktober 2020 ontvangen alle Nederlandse vrouwen vanaf 2003 en boven de 17 jaar oud een brief van het Ministerie van Defensie. Op dit moment geldt er in Nederland echter geen opkomstplicht voor mannen en vrouwen.

Het feminisme is als sterke maatschappelijke beweging in de westerse wereld aan het eind van de twintigste eeuw vrijwel verdwenen, ondanks de nog bestaande ongelijkheden tussen mannen en vrouwen. Het feministisch of emancipatorische gedachtegoed is voor een deel opgenomen in de hoofdstroom van de algemene mensenrechten.

## Verschillen anno 2020

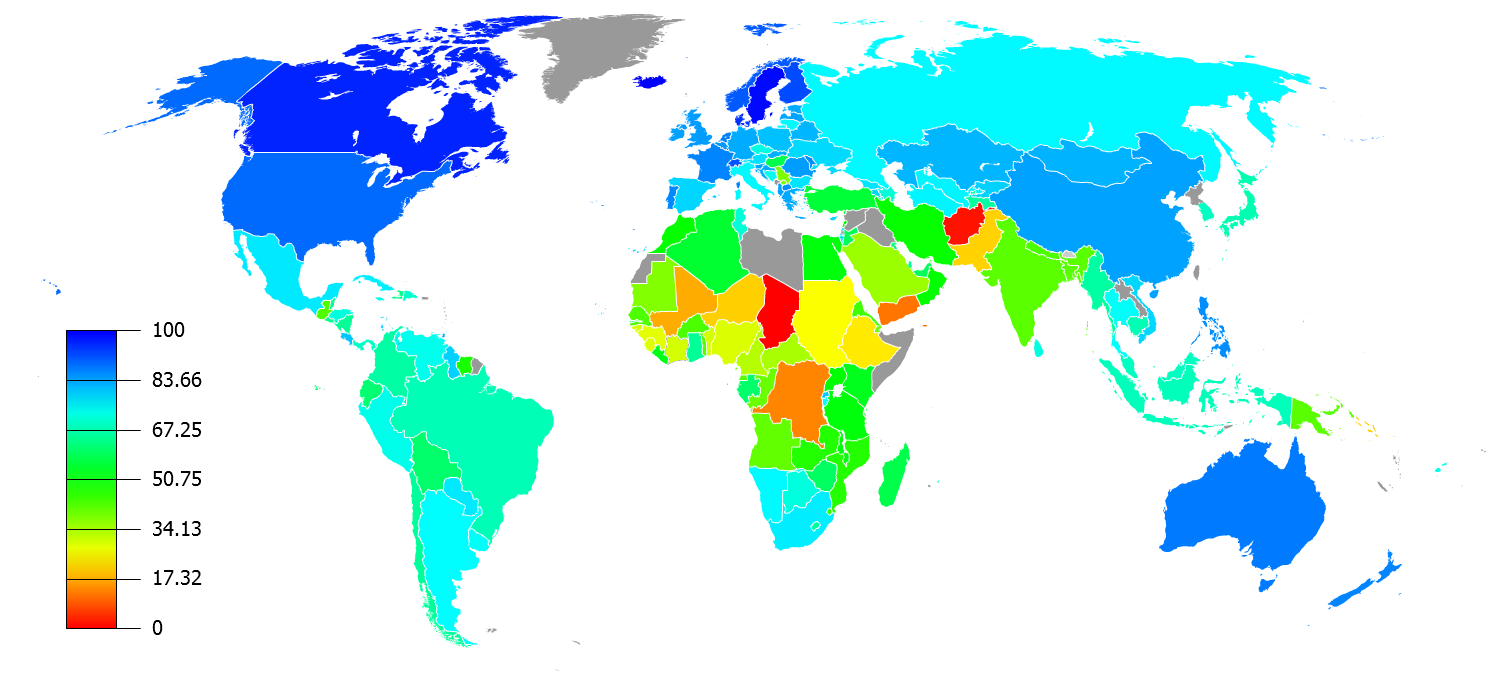
Status van vrouwen in de wereld (Lauren Streib, Newsweek 20 September 2011)

In de praktijk bestaan er aan het begin van de 21ste eeuw nog steeds verschillen tussen man en vrouw, of beperken traditionele opvattingen over de rolverdeling tussen mannen en vrouwen een actieve betaalde maatschappelijke positie voor vrouwen buiten het huishouden en de positie van mannen binnen het huishouden.
Voorbeelden zijn:
- Traditionele keuze van studie of beroep. Meisjes zouden minder goed zijn in exacte vakken. Vaak sturen docenten op middelbare scholen de keuze voor een vakkenpakket van meisjes.[26]
- Traditionele keuze bij de opvoeding van de kinderen. Vaak kiezen echtparen ervoor dat de vrouw na de geboorte van kinderen parttime gaat werken, soms met als motief dat de vrouw het minste verdient. Bij traditionele echtparen verdient de vrouw dan ook minder dan de man.[27]
- Traditionele keuzes bij het huishouden. Dit uit zich bijvoorbeeld nog steeds in op vrouwen gerichte reclame van bijvoorbeeld schoonmaakmiddelen en huishoudelijke apparatuur. Bovendien heeft huishoudelijke apparatuur een lagere status dan technische apparatuur.[28]
- Eisen die gesteld worden aan het uiterlijk. Van vrouwen wordt eerder verwacht dat zij er perfect uitzien dan van mannen, dat ze er vrouwelijk uitzien, dat ze make-up gebruiken.[29][30]
- Eisen aan lichaamstaal en woordgebruik. Een vrouw die machtsbewust is en het spel goed speelt, zou bijna zonder uitzondering omschreven worden als streber, egoïst, afstandelijk of iron lady. Een man met dezelfde manier van doen zou een winnaar, strateeg of slim ondernemer zijn. Een vrouw die nadenkt over beslissingen en raad inwint bij anderen zou niet weten wat ze wil en besluiteloos zijn; een man met hetzelfde gedrag zou niet overhaast besluiten en ondernemerskapitaal of partijpolitiek niet op het spel zetten.[31]
- Vrouwen verdienen gemiddeld minder dan mannen in vergelijkbare posities.[32][33][34]
- In hogere en hoogste functies zijn veelal nog steeds uitsluitend of bijna uitsluitend mannen werkzaam.[35]
- Vrouwen nemen vaak achter de schermen beslissingen, geven raad, of hebben ideeën. Mannen krijgen/nemen daarvoor lof en geld. Omgekeerd, als een man op de achtergrond meewerkt wordt zijn naam wel genoemd en krijgt hij een deel van de winst.[31][32]

## Feminisme in religies

### Moslimfeminisme
Binnen de islamitische wereld ontstonden in de loop van de twintigste eeuw feministische bewegingen. Dit wordt wel moslimfeminisme genoemd, hoewel veel van de betrokkenen zelf bezwaar tegen deze term hebben. Schrijfsters als de Marokkaanse Fatima Mernissi en de Egyptische arts Nawal el Saadawi verzetten zich in hun werk tegen de onderdrukking en rechtsongelijkheid van de moslimvrouw. Zo is bijvoorbeeld de getuigenis van een moslimvrouw binnen de islamitische wetgeving slechts de helft waard van die van een man, en bij erfenissen heeft zij slechts recht op de helft van waar een man recht op heeft. In sommige moslimlanden worden daarom als concessie enkele oude shariawetten en tradities voorzichtig losgelaten. In Marokko bijvoorbeeld werd eind 2003 een wet aangenomen die vrouwen meer rechten geeft bij echtscheiding en erfeniskwesties.
In zijn boek De derde feministische golf (2006) riep Dirk Verhofstadt moslima's op zich te onttrekken aan de dictatuur van door mannen geïnterpreteerde en opgelegde heilige teksten. De auteur interviewde daarvoor diverse bekende geëmancipeerde moslimvrouwen.

### Christelijk feminisme
Christelijk feminisme is een tak binnen de feministische theologie die het christendom interpreteert vanuit het oogpunt van gelijkheid van man en vrouw, en die deze gelijkheid als noodzakelijk voor een volledig begrip van het christendom beschouwt. Christelijke feministen geloven dat God niet discrimineert op basis van geslacht, maar dat Hij alle mensen gelijk heeft geschapen.

## Mannen en feminisme

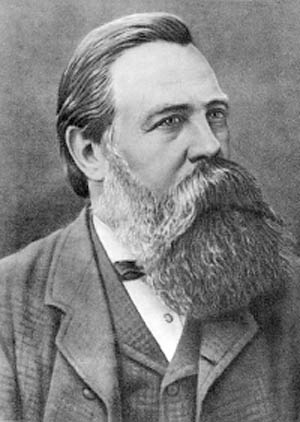
Friedrich Engels

Het feminisme heeft altijd al mannelijke aanhangers gekend, zoals Friedrich Engels. In de jaren 1880 bekritiseerde Samuel van Houten in Nederland de achtergestelde positie van de vrouw. Juristen werden zich bewust van de wettelijk zeer achtergestelde positie van de vrouw; in de beroepsvereniging werd er over mogelijke verbeteringen daarin heftig gediscussieerd met juridisch gekwalificeerde voorstanders die deze veranderingen dringend noodzakelijk achtten.
In 1891 promoveerde J.C. Overvoorde op het eerste feministische proefschrift in Nederland over het ontstaan van de juridisch en maatschappelijk achtergestelde positie van de vrouw, vergezeld van een felle aanklacht tegen deze vormen van achterstelling. Door haar uit te sluiten van hoger onderwijs – meisjes werden meestal botweg geweigerd – en door haar wettelijk uit te sluiten van benoeming op hogere functies bij de overheid, deed de samenleving zich ernstig te kort, meende hij. Overvoorde zag liever een slimme vrouw op overheidsfuncties dan bij gebrek aan beter een dommere man en hij bepleitte de herziening van wetgeving op dit punt en de toelating van vrouwen in het hoger onderwijs en op de hogere functies bij de Overheid. Bovendien meende hij dat vrouwen in die posities het zelfde loon toekwam.
Overvoordes proefschrift bracht hem in de opkomende Vrouwenbeweging rond Wilhelmina Drucker, die zich door zijn bevindingen en opvattingen sterk gesteund voelde. Als jurist schreef hij op verzoek van Wilhelmina Drucker en Aletta Jacobs de statuten voor de Vereniging voor Vrouwen Kiesrecht (VVK) en later nog het Huishoudelijk Reglement en adviseerde hij de VVK van achter de schermen. Als secretaris van het welbewust gemengd samengestelde - mannen én vrouwen - Feministisch Comité maakte hij zich jaar in jaar uit sterk om de wettelijke achterstelling van vrouwen teniet te doen en nieuwe vormen daarvan - in wetsontwerpen - te voorkomen. Door samen te werken met deze mannen wilden deze vrouwen ook laten zien dat feminisme geen mannenhaat impliceerde, zoals door sommige mensen werd beweerd. Bekende andere mannelijke bestuursleden van dit activistische comité waren onder meer prof. dr. W.L.P.A Molengraaff, prof. dr. W van der Vlugt en Kamerlid E. Fokker. Het initiatief voor dit comité was genomen door Jeltje de Bosch Kemper, die voorzitter werd, en de bestuursleden mw. H. Scholten-Commelin en mw. H.F. Boddaert-Schuurbeque Boeije. Dit comité zou vanaf 1894 de regering en het parlement decennialang wijzen op wetsvoorstellen waarin vrouwen opnieuw werden achtergesteld, amendementen voorleggen om deze achterstelling te schrappen en daarvoor te lobbyen. Dankzij dit comité stond de vrouwenkwestie in de Kamers jaarlijks vaak meerdere malen geagendeerd. De amendementen werden ook in de dagbladen gepubliceerd, soms van nadere motivering en commentaar voorzien.
In de twintigste eeuw was politicoloog Siep Stuurman een belangrijk onderzoeker en analist die ook feministische onderwerpen behandelde. 
Feministen hebben voor deelname van vaders aan de zorg voor kinderen en het werk in het huishouden gepleit. Vaders maakten van de gelijkheidsidealen, die ook door de egalitair-feministen werden aangehangen, gebruik om meer voor hun kinderen te zorgen en met hen op te trekken. Voor de jaren 1970 was het ondenkbaar dat een man achter de kinderwagen liep. Dit verbeterde sterk, maar zelfs in 2010 vond bijna de helft van de Nederlandse mannen dat de zorg voor kinderen beter door vrouwen gedaan kan worden. In 2022 blijkt dat ca. 90% van de mannen in Nederland evenveel uren blijft werken na de geboorte van het eerste kind, terwijl bijna de helft van de vrouwen minder uren gaat werken of zelfs geheel stopt.

## Kritiek en controverses
De stroming heeft sinds haar opkomst blootgestaan aan kritiek uit diverse hoeken van de samenleving. De kritiek op het feminisme is in een aantal aspecten en richtingen op te delen:
- kritiek op de praktische gevolgen van de feministische beweging;
- kritiek op het door sommige feministen aangehangen principe van positieve discriminatie;
- kritiek op het feminisme als ideologie;
- kritiek op de gelijke behandeling van mannen en vrouwen;
- kritiek op de gelijkberechtiging van mannen en vrouwen.

Kritiek komt van mensen uit verschillende stromingen zowel ter linker- als ter rechterzijde van het politieke spectrum.
Volgens sommige critici negeren feministen de justitiële ongelijkheid tussen mannen en vrouwen. Vrouwen hebben bijvoorbeeld veel minder kans om veroordeeld te worden dan mannen voor exact dezelfde feiten. Als ze dan toch veroordeeld worden, ontvangen ze volgens een Amerikaanse studie in sommige misdrijfcategorieën lagere straffen, vooral in zaken rond seksueel misbruik of huiselijk geweld. Ook ijveren sommige feministen voor de afschaffing van vrouwengevangenissen, omdat de daar opgesloten vrouwen volgens hen vaak het slachtoffer zijn van hun omgeving. Tegenstanders van deze feministen argumenteren dan weer dat ook mannelijke criminelen vaak in problematische omstandigheden zijn opgegroeid of leven en dat er dus geen verschil mag gemaakt worden tussen beide geslachten. Een ander voorbeeld is de strijd van een aantal (buitenlandse) feministen tegen een algemene dienstplicht voor mannen en vrouwen. In veel landen geld op dit moment namelijk enkel een dienstplicht voor mannen, terwijl vrouwen deze niet moeten vervullen. Hoewel feministen doorgaans stellen dat vrouwen en mannen inherent gelijk zijn, stellen sommige feministen dat vrouwen niet geschikt zijn om oorlog te voeren of dat het leger een instituut van het patriarchaat is. Om deze redenen zouden vrouwen volgens hen geen dienstplicht dienen te vervullen. De tegenstand of gebrekkige interesse van het feminisme in een algemene dienstplicht kon geconstateerd worden in de VS. Zo werd in de VS de mogelijkheid tot dienstplicht pas uitgebreid naar vrouwen na een rechtszaak van een groep mannenrechtenactivisten. Om deze reden zetten veel egalitaristen zich af tegen radicale feministische denkers. Ze verwijten de feministen met twee maten te meten.
Een voorbeeld van iemand die kritiek heeft op het feminisme is de Canadese hoogleraar Janice Fiamengo, die haar kritiek op met name radicaal feminisme uit in een lange serie videovoordrachten op YouTube. Ter rechterzijde stellen tegenstanders dat de tweede feministische golf de stabiliteit van gezinnen heeft aangetast. Zij baseren zich hierbij onder andere op het sterk gestegen percentage van echtscheidingen. Verder zou het feminisme hebben geleid tot ongelijke behandeling van mannen, met name tot vaderschapsdiscriminatie. In het eerste decennium van de 21e eeuw werd het westerse feminisme ook verweten nauwelijks oog te hebben voor schendingen van vrouwenrechten in de islamitische wereld.

### Terf
Met terfs worden radicale feministen bedoeld, die transvrouwen niet als vrouw zien. De term is een acroniem van trans-exclusionary radical feminist. Terfs zijn van mening dat transgenders geen aanspraak kunnen maken op vrouwenrechten, bijvoorbeeld wanneer het gaat om de toegang tot ruimtes toegewezen aan vrouwen.